# الأزمة الاقتصادية التركية 2001
خلال فترة ثمانينيات وتسعينيات القرن العشرين، أعتمدت تركيا بشكل كبير على الاستثمار الأجنبي للنمو الاقتصادي، بحجم تجارة يصل لأكثر من 40% من الناتج القومي الإجمالي. وكانت الحكومة التركية والأنظمة المصرفية تفتقر إلى الوسائل المالية لدعم النمو الاقتصادي الجاد. وكانت الحكومة تعاني بالفعل من عجز هائل في ميزانية الحكومة، وكانت إحدى الطرق التي استخدمتها لمعالجة هذا العجز هي بيع كميات ضخمة من السندات ذات الفائدة العالية للمصارف التركية. وكان استمرار التضخم (ربما نتيجة للتدفق الهائل لرأس المال الأجنبي في تركيا) يعني أن الحكومة يمكنها أن تتجنب التخلف عن سداد السندات على المدى القصير. ونتيجة لذلك، بدأت المصارف التركية في الاعتماد على هذه السندات ذات العائد المرتفع كاستثمار رئيسي.

## عدم الاستقرار السياسي
في مارس 1996، تشكل ائتلاف بين مسعود يلماظ من حزب الوطن الأم وتانسو تشيلر من حزب الطريق القويم. وكانت خطة يلماظ وتشيلر هي التناوب على رئاسة الوزراء. ومع ذلك، كان هناك قدر كبير من التشتت العام الناتج عن تهديدات قائد حزب الرفاه نجم الدين أربكان للتحقيق في فساد تشيلر. وفي الوقت نفسه، قام أربكان، الذي كان قد تم استبعاده من الائتلاف، بكل ما يستطيع لحشد الدعم لمنظمة حلف شمال الأطلسي الإسلامية، وهي النسخة الإسلامية من الاتحاد الأوروبي.
انهار ائتلاف الأمر جزئيًا بسبب التأييد الشعبي الكبير لأربكان. وعاثت توترات إضافية فسادًا في الحكومة. وأُجبر يلماظ على الاستقالة في 6 يونيو 1996 بعدما استمرت الحكومة لمدة 90 يومًا فقط. وأصبح أربكان رئيس الوزراء في 29 يونيو باعتباره رئيسًا لائتلاف الرفاه/الطريق القويم.
وكان الجيش ينظر لنجاح الائتلاف الجديد (الرفاه-الطريق القويم) بعدائية. وقد أدت السياسة الإسلامية الصريحة لأربكان إلى انقلاب جديد آخر قام فيه الجيش بإجبار أربكان على تسليم السلطة لديميريل الذي حل محل يلماظ في 19 يونيو 1997. وقد استمر القتال السياسي بين يلماظ وتشيلر من ناحية وأربكان من ناحية أخرى، مما صعّب تكوين تحالفات. وبالإضافة لذلك، كان الفساد مستشريًا في هذا الوقت. وكان الناس مستائين جدًا من حكومتهم. وقد أدى هذا النقص في الثقة والفعالية إلى دراسة الدول الأجنبية بعناية أي استثمار لها في تركيا.

## سحب الاستثمارات الأجنبية
حذر فريق صندوق النقد الدولي (IMF) في عام 1996 من وقوع أزمة مالية وشيكة بسبب العجز، وهو ما حدث بعد ذلك بوقت قليل. وقد أدى المشهد السياسي غير المستقر في تركيا إلى إحجام العديد من المستثمرين الأجانب عن الاستثمار فيها. وبينما لاحظ المستثمرون الأجانب الاضطرابات السياسية ومحاولات الحكومة القضاء على العجز في الميزانية قاموا بسحب ما قيمته 70 مليار دولار من رأس المال من البلاد في غضون أشهر. وهذا ترك فراغًا في رأس المال لدرجة أن البنوك التركية لم تتمكن من تقليله لأن الحكومة لم تعد قادرة على سداد سنداتها. ومع عدم وجود رأس مال جيد، ركد الاقتصاد التركي بشكل كبير.

## جهود تحقيق الاستقرار
في نوفمبر 2000، قدم صندوق النقد الدولي لتركيا 11.4 مليار دولار في شكل قروض  وباعت تركيا العديد من الصناعات المملوكة للدولة في محاولة لتحقيق التوازن في الميزانية. وفي حالة الخطوط الجوية التركية، تم نشر إعلانات في الصحف لجذب عروض لشراء حصة 51% من الشركة. وبحلول عام 2000، كانت هناك بطالة كبيرة ونقص في الأدوية وتضييق في الائتمان وإنتاج بطيء لمحاربة التضخم وزيادة الضرائب. ولم تتمكن جهود تحقيق الاستقرار من الوصول إلى أي نتائج جيدة، وكان قرض صندوق النقد الدولي يُعتبر غير كافٍ.

## الانهيار
دعا عدم الاستقرار المالي والسياسي في تركيا الحكومة إلى اتخاذ موقف إيجابي لتهدئة المخاوف من الانهيار الاقتصاد التام. ومع ذلك، في 19 فبراير 2001، خرج رئيس الوزراء أجاويد من اجتماع مع الرئيس سيزر قائلاً: «هذه أزمة خطيرة».”  وقد أدى اختياره غير الموفق للكلمات، نتيجة للنقاش المحتدم في الاجتماع، إلى جعل الوضع أسوأ. حيث انخفضت الأسهم ووصلت أسعار الفائدة إلى 3000%. وتم تغيير كميات كبيرة من الليرة إلى الدولار أو اليورو، مما تسبب في خسارة البنك المركزي التركي لمبلغ 5 مليارات دولار من احتياطياته. وقد رأى العديدون أن بيان أجاويد، وسط هذه الأوضاع غير المستقرة والتي لا تبشر بالخير، هو اعتراف بفشل الحكومة.
وأدى الانهيار إلى المزيد من الاضطراب الاقتصادي. وفي الأشهر الثمانية الأولى لعام 2001، فُقدت 14875 وظيفة وارتفع الدولار إلى 1500000 ليرة وارتفعت نسبة عدم المساواة في الدخل زيادة عن مستواها المرتفع أصلاً.

## الخطورة
كان الانهيار رمزًا للمشاكل السياسية والاقتصادية التي كانت تضرب تركيا لسنوات. وقلت الثقة في الحكومة بشكل كبير جدًا بسبب الفساد والعجز عن تشكيل تحالفات دائمة. وكشف انهيار السوق المالي أن الوضع الاقتصادي التركي ليس فقط ضعيفًا للغاية ولكنه يعتمد اعتمادًا كليًا على الاستثمار الأجنبي. وبالرغم من أنه لم يكن حدثًا كبيرًا مثل انخفاض الاستثمارات الأجنبية أو العجز الهائل في الميزانية، إلا أن الانهيار سلط الضوء على الوضع السياسي غير المستقر في الفترة الأخيرة في تركيا.